# Szántay-palota
Az aradi Szántay-palota műemlék épület Romániában, Arad megyében. A romániai műemlékek jegyzékében az AR-II-m-B-00525 sorszámon szerepel.